# Édouard Michelin (1963–2006)
Édouard Michelin (13. srpna 1963 Clermont-Ferrand – 26. května 2006 poblíž Île de Sein) byl řídícím společníkem a generálním ředitelem společnosti Michelin Group.
Narodil se v Clermont-Ferrand ve Francii, vystudoval strojírenství na École Centrale de Paris. Do rodinné firmy nastoupil v roce 1985, byl šéfem Michelin manufacturing facilities a Michelin truck business v Severní Americe 1990–1993, dále zastával různé manažerské pozice ve firmě Michelin (např. v oblasti výzkumu, výroby, marketingu a odbytu). V roce 1999 nahradil v čele podniku svého otce Françoise. Byl členem Světové obchodní rady pro udržitelný rozvoj (WBCSD).
Zemřel 26. května 2006 při lodním neštěstí u ostrova Île de Sein při západním pobřeží Francie poté, co se vydal na moře rybařit a jeho loď ztroskotala.
Jeho pradědeček Édouard Michelin (1859–1940) byl jedním ze zakladatelů firmy Michelin.